# Prosimulium uinta
Prosimulium uinta är en tvåvingeart som beskrevs av Peterson och Defoliart 1960. Prosimulium uinta ingår i släktet Prosimulium och familjen knott. Inga underarter finns listade i Catalogue of Life.